# Staurocladia hodgsoni
Staurocladia hodgsoni är en nässeldjursart som först beskrevs av Browne 1910.  Staurocladia hodgsoni ingår i släktet Staurocladia och familjen Eleutheriidae.
Artens utbredningsområde är Södra Ishavet. Inga underarter finns listade i Catalogue of Life.